# کوئرله
Querelle (به انگلیسی: Querelle) فیلمی ۱۰۸ دقیقه‌ای به کارگردانی راینر ورنر فاسبیندر با بازی برد دیویس (بازیگر) است.